# Tournoi masculin de basket-ball aux Jeux olympiques d'été de 2000
Cet article traite de l'épreuve masculine. Pour la compétition féminine, voir Tournoi féminin de basket-ball aux Jeux olympiques d'été de 2000.
Navigation
Atlanta 1996 Athènes 2004
Le tournoi masculin de basket-ball aux Jeux olympiques d'été de 2000 se tient à Sydney du 17 septembre au 1er octobre 2000. Les matchs ont lieu au sein du The Dome et du Sydney SuperDome.
Les fédérations affiliées à la FIBA participent par le biais de leur équipe masculine aux épreuves de qualification. Onze équipes rejoignent ainsi l' Australie, nation hôte de la compétition, pour s'affronter lors du tournoi final.
L'équipe des États-Unis s'adjuge sa douzième médaille d'or, la 3e consécutive. La France remporte la médaille d'argent pour la deuxième fois de son histoire après 1948. L'équipe de Lituanie remporte sa 3e médaille de bronze consécutive.
Lors de cette compétition, sur les trente-huit rencontres disputées (trente au premier tour et huit en phase finale), une seule a nécessité une prolongation.

## Préparation de l'événement

### Désignation du pays hôte
Le 23 septembre 1993, au cours de sa 101e session tenue à Monaco, le Comité international olympique décide de confier l'organisation des derniers Jeux olympiques du  millénaire à Sydney.  Après une présentation de 30 minutes de chaque candidat, les membres du CIO désignent la ville australienne à l’issue du 4e tour de scrutin. Sydney devance la ville de Pékin de deux voix seulement. Les autres finalistes Manchester, Berlin et Istanbul sont éliminés lors des tours précédents. Deux autres villes retirèrent leur candidature au cours du processus d'appel d'offres : Milan et Brasilia.

### Lieux des compétitions
Le tournoi masculin de basket-ball se déroule dans deux salles différentes : au Dome et au SuperDome, toutes deux situées dans le parc olympique de Sydney. Le Dome, qui a une capacité de 10 000 places, est utilisé pour les matchs du premier tour ainsi que pour deux matchs de classement dans le tournoi masculin. Le SuperDome, qui a une capacité de 17 471 places, quant à lui abrite les matchs des phases finales ainsi que les matchs de classement.

## Acteurs du tournoi

### Équipes qualifiées
Chaque Comité national olympique peut engager une seule équipe dans la compétition.
Les épreuves qualificatives du tournoi masculin de basket-ball des Jeux olympiques se déroulent du 9 août 1998 au 2 octobre 1999. En tant que pays hôte, l'Australie est qualifiée d'office, tandis que les autres équipes passent par différents modes de qualifications continentales.
La première compétition offrant une place est le Championnat du monde 1998 (pour le vainqueur), ensuite dix places places sont offertes aux cinq champions continentaux, à un vice-champion et à quatre équipes européennes : Afrique, Amériques, Océanie, Europe et Asie. 
| Compétition                    | Date                       | Lieu             | Places | Qualifiés                             |
| ------------------------------ | -------------------------- | ---------------- | ------ | ------------------------------------- |
| Pays organisateur              | 24 septembre 1993          |                  | 1      | Australie                             |
| Championnat du monde 1998      | 29 juillet - 9 août 1998   | Grèce            | 1      | Yougoslavie                           |
| Championnat d'Europe 1999      | 21 juin - 3 juillet 1999   | France           | 5      | Italie Espagne France Lituanie Russie |
| Championnat des Amériques 1999 | 14-25 juillet 1999         | Porto Rico       | 2      | États-Unis Canada                     |
| Championnat d'Afrique 1999     | 29 juillet - 6 août 1999   | Angola           | 1      | Angola                                |
| Championnat d'Asie 1999        | 28 août - 5 septembre 1999 | Japon            | 1      | Chine                                 |
| Championnat d'Océanie 1999     | 2 octobre 1999             | Nouvelle-Zélande | 1      | Nouvelle-Zélande                      |
| Total                          |                            |                  | 12     |                                       |

### Joueurs
Le tournoi masculin est un tournoi international sans aucune restriction d'âge. Chaque nation doit présenter une équipe de 12 joueurs tous titulaires. Les douze joueurs peuvent être présents sur chaque feuille de match.

## Premier tour

### Format de la compétition
Les douze équipes qualifiées sont réparties en deux groupes de six. Chaque équipe marque deux points en cas de victoire, un point en cas de défaite et de défaite par défaut (l'équipe est réduite à deux joueurs sur le terrain) et zéro point en cas de forfait (impossibilité pour une équipe d'aligner cinq joueurs au départ du match).
Pour départager les équipes à la fin des matchs de poule, en cas d'égalité de points, le CIO a décidé d'appliquer les critères de la FIBA. Les équipes sont départagées suivant les critères suivants :
1. résultat des matchs particuliers ;
2. différence entre paniers marqués et encaissés entre les équipes concernées ;
3. différence entre paniers marqués et encaissés de tous les matchs joués ;

Les équipes terminant aux quatre premières places sont qualifiées pour le tournoi final à élimination directe.
| Légende                                                               |
| --------------------------------------------------------------------- |
| Les quatre meilleures équipes se qualifient pour les quarts de finale |
| Les deux dernières équipes sont éliminées du tournoi                  |

### Groupe A

#### Classement
| # | Équipe           | Pts | G | P | PP  | PC  | Diff |
| - | ---------------- | --- | - | - | --- | --- | ---- |
| 1 | États-Unis       | 10  | 5 | 0 | 505 | 359 | +146 |
| 2 | Italie           | 8   | 3 | 2 | 332 | 349 | -17  |
| 3 | Lituanie         | 8   | 3 | 2 | 372 | 339 | +33  |
| 4 | France           | 7   | 2 | 3 | 372 | 374 | -2   |
| 5 | Chine            | 7   | 2 | 3 | 368 | 419 | -51  |
| 6 | Nouvelle-Zélande | 5   | 0 | 5 | 307 | 416 | -109 |

|  | Qualifié pour les quarts de finale                                                                        |
|  | Pts points ; G victoires ; P défaites PP points marqués ; PC points encaissés ; Diff différence de points |

#### Matches
| 17 septembre 2000 09 h 30 AEST | Rapport | France                                               | 76-50                    | Nouvelle-Zélande                          |  | The Dome, Sydney Affluence : 8 292 |
| 17 septembre 2000 09 h 30 AEST | Rapport | Score par mi-temps : 38-23, 38-27                    |                          |                                           |  | The Dome, Sydney Affluence : 8 292 |
| 17 septembre 2000 09 h 30 AEST | Rapport | Yann Bonato 16 Bilba, Rigaudeau 4 Rigaudeau, Sonko 5 | Points Rebonds Passes d. | Sean Marks 12 Sean Marks 7 Pero Cameron 4 |  | The Dome, Sydney Affluence : 8 292 |

| 17 septembre 2000 11 h 30 AEST | Rapport | Italie                                            | 50-48                    | Lituanie                                                         |  | The Dome, Sydney Affluence : 8 292 |
| 17 septembre 2000 11 h 30 AEST | Rapport | Score par mi-temps : 30-30, 20-18                 |                          |                                                                  |  | The Dome, Sydney Affluence : 8 292 |
| 17 septembre 2000 11 h 30 AEST | Rapport | Gregor Fučka 13 Gregor Fučka 7 Alessandro Abbio 3 | Points Rebonds Passes d. | Saulius Štombergas 14 Gintaras Einikis 13 Šarūnas Jasikevičius 2 |  | The Dome, Sydney Affluence : 8 292 |

| 17 septembre 2000 21 h 30 AEST | Rapport | Chine                                        | 72-119                   | États-Unis                                 |  | The Dome, Sydney Affluence : 8 319 |
| 17 septembre 2000 21 h 30 AEST | Rapport | Score par mi-temps : 38-60, 34-59            |                          |                                            |  | The Dome, Sydney Affluence : 8 319 |
| 17 septembre 2000 21 h 30 AEST | Rapport | Wang Zhizhi 12 Guo Shiqiang 5 Guo Shiqiang 6 | Points Rebonds Passes d. | Ray Allen 21 Kevin Garnett 8 Gary Payton 7 |  | The Dome, Sydney Affluence : 8 319 |

| 19 septembre 2000 11 h 30 AEST | Rapport | Nouvelle-Zélande                            | 60-75                    | Chine                               |  | The Dome, Sydney Affluence : 8 357 |
| 19 septembre 2000 11 h 30 AEST | Rapport | Score par mi-temps : 30-40, 30-35           |                          |                                     |  | The Dome, Sydney Affluence : 8 357 |
| 19 septembre 2000 11 h 30 AEST | Rapport | Dickel, Marks 13 Sean Marks 9 Mark Dickel 4 | Points Rebonds Passes d. | Wang Zhizhi 19 Yao Ming 8 Hu, Sun 4 |  | The Dome, Sydney Affluence : 8 357 |

| 19 septembre 2000 16 h 30 AEST | Rapport | États-Unis                                   | 93-61                    | Italie                                               |  | The Dome, Sydney Affluence : 8 368 |
| 19 septembre 2000 16 h 30 AEST | Rapport | Score par mi-temps : 45-35, 48-26            |                          |                                                      |  | The Dome, Sydney Affluence : 8 368 |
| 19 septembre 2000 16 h 30 AEST | Rapport | Vince Carter 13 Kevin Garnett 9 Jason Kidd 7 | Points Rebonds Passes d. | Carlton Myers 11 Andrea Meneghin 6 Andrea Meneghin 4 |  | The Dome, Sydney Affluence : 8 368 |

| 19 septembre 2000 19 h 30 AEST | Rapport | Lituanie                                                      | 81-63                    | France                                                   |  | The Dome, Sydney Affluence : 8 406 |
| 19 septembre 2000 19 h 30 AEST | Rapport | Score par mi-temps : 50-35, 31-28                             |                          |                                                          |  | The Dome, Sydney Affluence : 8 406 |
| 19 septembre 2000 19 h 30 AEST | Rapport | Gintaras Einikis 19 Gintaras Einikis 6 Šarūnas Jasikevičius 6 | Points Rebonds Passes d. | Antoine Rigaudeau 13 Bilba, Weis 5 Rigaudeau, Risacher 3 |  | The Dome, Sydney Affluence : 8 406 |

| 21 septembre 2000 09 h 30 AEST | Rapport | Italie                                           | 78-66                    | Nouvelle-Zélande                            |  | The Dome, Sydney Affluence : 8 446 |
| 21 septembre 2000 09 h 30 AEST | Rapport | Score par mi-temps : 32-36, 46-30                |                          |                                             |  | The Dome, Sydney Affluence : 8 446 |
| 21 septembre 2000 09 h 30 AEST | Rapport | Carlton Myers 20 Carlton Myers 6 Carlton Myers 4 | Points Rebonds Passes d. | Pero Cameron 18 Sean Marks 7 Pero Cameron 6 |  | The Dome, Sydney Affluence : 8 446 |

| 21 septembre 2000 14 h 30 AEST | Rapport | Chine                                     | 70-82                    | France                                                 |  | The Dome, Sydney Affluence : 8 391 |
| 21 septembre 2000 14 h 30 AEST | Rapport | Score par mi-temps : 36-31, 34-51         |                          |                                                        |  | The Dome, Sydney Affluence : 8 391 |
| 21 septembre 2000 14 h 30 AEST | Rapport | Yao Ming 14 Wang Zhizhi 10 Guo Shiqiang 4 | Points Rebonds Passes d. | Antoine Rigaudeau 29 Bilba, Julian 7 Laurent Sciarra 6 |  | The Dome, Sydney Affluence : 8 391 |

| 21 septembre 2000 16 h 30 AEST | Rapport | États-Unis                                  | 85-76                    | Lituanie                                                    |  | The Dome, Sydney Affluence : 8 391 |
| 21 septembre 2000 16 h 30 AEST | Rapport | Score par mi-temps : 47-41, 38-35           |                          |                                                             |  | The Dome, Sydney Affluence : 8 391 |
| 21 septembre 2000 16 h 30 AEST | Rapport | Gary Payton 14 Kevin Garnett 11 4 joueurs 2 | Points Rebonds Passes d. | Darius Songaila 16 Darius Songaila 8 Šarūnas Jasikevičius 6 |  | The Dome, Sydney Affluence : 8 391 |

| 23 septembre 2000 09 h 30 AEST | Rapport | Lituanie                                                       | 82-66                    | Chine                               |  | The Dome, Sydney Affluence : 8 365 |
| 23 septembre 2000 09 h 30 AEST | Rapport | Score par mi-temps : 53-42, 29-24                              |                          |                                     |  | The Dome, Sydney Affluence : 8 365 |
| 23 septembre 2000 09 h 30 AEST | Rapport | Darius Songaila 19 Gintaras Einikis 10 Šarūnas Jasikevičius 10 | Points Rebonds Passes d. | Yao Ming 23 Yao Ming 7 Liu Yudong 2 |  | The Dome, Sydney Affluence : 8 365 |

| 23 septembre 2000 19 h 30 AEST | Rapport | Nouvelle-Zélande                         | 56-102                   | États-Unis                                   |  | The Dome, Sydney Affluence : 8 392 |
| 23 septembre 2000 19 h 30 AEST | Rapport | Score par mi-temps : 32-58, 24-44        |                          |                                              |  | The Dome, Sydney Affluence : 8 392 |
| 23 septembre 2000 19 h 30 AEST | Rapport | Sean Marks 10 Sean Marks 6 Paul Henare 3 | Points Rebonds Passes d. | Vince Carter 18 Kevin Garnett 6 Jason Kidd 6 |  | The Dome, Sydney Affluence : 8 392 |

| 23 septembre 2000 21 h 30 AEST | Rapport | France                                         | 57-67                    | Italie                                             |  | The Dome, Sydney Affluence : 8 392 |
| 23 septembre 2000 21 h 30 AEST | Rapport | Score par mi-temps : 28-30, 29-37              |                          |                                                    |  | The Dome, Sydney Affluence : 8 392 |
| 23 septembre 2000 21 h 30 AEST | Rapport | Laurent Sciarra 17 Frédéric Weis 8 Jim Bilba 3 | Points Rebonds Passes d. | Carlton Myers 24 Roberto Chiacig 7 Carlton Myers 4 |  | The Dome, Sydney Affluence : 8 392 |

| 25 septembre 2000 11 h 30 AEST | Rapport | Nouvelle-Zélande                            | 75-85                    | Lituanie                                                    |  | The Dome, Sydney Affluence : 8 435 |
| 25 septembre 2000 11 h 30 AEST | Rapport | Score par mi-temps : 33-36, 42-49           |                          |                                                             |  | The Dome, Sydney Affluence : 8 435 |
| 25 septembre 2000 11 h 30 AEST | Rapport | Sean Marks 21 Pero Cameron 6 Pero Cameron 4 | Points Rebonds Passes d. | Dainius Adomaitis 20 Darius Songaila 7 Darius Maskoliūnas 7 |  | The Dome, Sydney Affluence : 8 435 |

| 25 septembre 2000 14 h 30 AEST | Rapport | Italie                                                | 76-85                    | Chine                               |  | The Dome, Sydney Affluence : 8 477 |
| 25 septembre 2000 14 h 30 AEST | Rapport | Score par mi-temps : 40-42, 36-43                     |                          |                                     |  | The Dome, Sydney Affluence : 8 477 |
| 25 septembre 2000 14 h 30 AEST | Rapport | Alessandro Abbio 15 Fučka, Galanda 11 Abbio, Basile 3 | Points Rebonds Passes d. | Li Nan 25 Yao Ming 6 Guo Shiqiang 7 |  | The Dome, Sydney Affluence : 8 477 |

| 25 septembre 2000 16 h 30 AEST | Rapport | France                                                  | 94-106                   | États-Unis                                          |  | The Dome, Sydney Affluence : 8 477 |
| 25 septembre 2000 16 h 30 AEST | Rapport | Score par mi-temps : 48-59, 46-47                       |                          |                                                     |  | The Dome, Sydney Affluence : 8 477 |
| 25 septembre 2000 16 h 30 AEST | Rapport | Laurent Sciarra 21 Bonato, Risacher 3 Laurent Sciarra 4 | Points Rebonds Passes d. | Antonio McDyess 20 McDyess, Garnett 11 Jason Kidd 6 |  | The Dome, Sydney Affluence : 8 477 |

### Groupe B

#### Classement
| # | Équipe      | Pts | G | P | PP  | PC  | Diff |
| - | ----------- | --- | - | - | --- | --- | ---- |
| 1 | Canada      | 9   | 4 | 1 | 433 | 373 | +60  |
| 2 | Yougoslavie | 9   | 4 | 1 | 372 | 338 | +34  |
| 3 | Australie   | 8   | 3 | 2 | 408 | 407 | +1   |
| 4 | Russie      | 8   | 3 | 2 | 367 | 328 | +39  |
| 5 | Espagne     | 6   | 1 | 4 | 349 | 376 | -27  |
| 6 | Angola      | 5   | 0 | 5 | 303 | 410 | -107 |

|  | Qualifié pour les quarts de finale                                                                        |
|  | Pts points ; G victoires ; P défaites PP points marqués ; PC points encaissés ; Diff différence de points |

#### Matches
| 17 septembre 2000 14 h 30 AEST | Rapport | Yougoslavie                                                | 66-60                    | Russie                                   |  | The Dome, Sydney Affluence : 8 353 |
| 17 septembre 2000 14 h 30 AEST | Rapport | Score par mi-temps : 27-28, 29-32                          |                          |                                          |  | The Dome, Sydney Affluence : 8 353 |
| 17 septembre 2000 14 h 30 AEST | Rapport | Željko Rebrača 18 Predrag Drobnjak 6 Lukovski, Obradović 3 | Points Rebonds Passes d. | Sergueï Panov 13 3 joueurs 5 3 joueurs 2 |  | The Dome, Sydney Affluence : 8 353 |

| 17 septembre 2000 16 h 30 AEST | Rapport | Canada                                      | 101-90                   | Australie                                       |  | The Dome, Sydney Affluence : 8 353 |
| 17 septembre 2000 16 h 30 AEST | Rapport | Score par mi-temps : 48-51, 53-39           |                          |                                                 |  | The Dome, Sydney Affluence : 8 353 |
| 17 septembre 2000 16 h 30 AEST | Rapport | Michael Meeks 27 Steve Nash 6 Steve Nash 15 | Points Rebonds Passes d. | Andrew Gaze 24 Bradtke, Longley 5 Luc Longley 7 |  | The Dome, Sydney Affluence : 8 353 |

| 17 septembre 2000 19 h 30 AEST | Rapport | Espagne                                       | 64-45                    | Angola                                                  |  | The Dome, Sydney Affluence : 8 353 |
| 17 septembre 2000 19 h 30 AEST | Rapport | Score par mi-temps : 30-22, 34-23             |                          |                                                         |  | The Dome, Sydney Affluence : 8 353 |
| 17 septembre 2000 19 h 30 AEST | Rapport | Roberto Dueñas 13 Reyes 15 Reyes, Rodríguez 3 | Points Rebonds Passes d. | Víctor Muzadi 13 Dias, E. Victoriano 7 Miguel Lutonda 2 |  | The Dome, Sydney Affluence : 8 353 |

| 19 septembre 2000 09 h 30 AEST | Rapport | Angola                                                     | 54-99                    | Canada                                         |  | The Dome, Sydney Affluence : 8 353 |
| 19 septembre 2000 09 h 30 AEST | Rapport | Score par mi-temps : 29-50, 25-49                          |                          |                                                |  | The Dome, Sydney Affluence : 8 353 |
| 19 septembre 2000 09 h 30 AEST | Rapport | Víctor de Carvalho 10 Ângelo Victoriano 7 Miguel Lutonda 3 | Points Rebonds Passes d. | Rowan Barrett 21 Shawn Swords 7 Nash, Swords 5 |  | The Dome, Sydney Affluence : 8 353 |

| 19 septembre 2000 14 h 30 AEST | Rapport | Russie                                                      | 71-63                    | Espagne                                                |  | The Dome, Sydney Affluence : 8 368 |
| 19 septembre 2000 14 h 30 AEST | Rapport | Score par mi-temps : 38-28, 33-35                           |                          |                                                        |  | The Dome, Sydney Affluence : 8 368 |
| 19 septembre 2000 14 h 30 AEST | Rapport | Sergueï Tchikalkine 23 Andreï Kirilenko 9 Evgeny Pashutin 5 | Points Rebonds Passes d. | Alberto Herreros 13 Johnny Rogers 6 Alberto Herreros 2 |  | The Dome, Sydney Affluence : 8 368 |

| 19 septembre 2000 21 h 30 AEST | Rapport | Australie                                 | 66-80                    | Yougoslavie                                          |  | The Dome, Sydney Affluence : 8 406 |
| 19 septembre 2000 21 h 30 AEST | Rapport | Score par mi-temps : 28-45, 38-35         |                          |                                                      |  | The Dome, Sydney Affluence : 8 406 |
| 19 septembre 2000 21 h 30 AEST | Rapport | Andrew Gaze 21 Luc Longley 5 Shane Heal 6 | Points Rebonds Passes d. | Dejan Bodiroga 19 Dejan Tomašević 8 Dejan Bodiroga 6 |  | The Dome, Sydney Affluence : 8 406 |

| 21 septembre 2000 11 h 30 AEST | Rapport | Canada                                         | 91-77                    | Espagne                                                        |  | The Dome, Sydney Affluence : 8 446 |
| 21 septembre 2000 11 h 30 AEST | Rapport | Score par mi-temps : 53-34, 38-43              |                          |                                                                |  | The Dome, Sydney Affluence : 8 446 |
| 21 septembre 2000 11 h 30 AEST | Rapport | Michael Meeks 24 Peter Guarasci 6 Steve Nash 5 | Points Rebonds Passes d. | Johnny Rogers 15 De la Fuente, Garbajosa 6 Raül López Molist 4 |  | The Dome, Sydney Affluence : 8 446 |

| 21 septembre 2000 19 h 30 AEST | Rapport | Yougoslavie                                             | 73-64                    | Angola                                                   |  | The Dome, Sydney Affluence : 8 391 |
| 21 septembre 2000 19 h 30 AEST | Rapport | Score par mi-temps : 39-32, 34-32                       |                          |                                                          |  | The Dome, Sydney Affluence : 8 391 |
| 21 septembre 2000 19 h 30 AEST | Rapport | Dejan Tomašević 17 Dejan Tomašević 11 Dragan Lukovski 4 | Points Rebonds Passes d. | Belarmino Chipongue 15 Miguel Lutonda 6 Miguel Lutonda 6 |  | The Dome, Sydney Affluence : 8 391 |

| 21 septembre 2000 21 h 30 AEST | Rapport | Australie                                          | 75-71                    | Russie                                       |  | The Dome, Sydney Affluence : 8 322 |
| 21 septembre 2000 21 h 30 AEST | Rapport | Score par mi-temps : 47-30, 28-41                  |                          |                                              |  | The Dome, Sydney Affluence : 8 322 |
| 21 septembre 2000 21 h 30 AEST | Rapport | Gaze, Heal 15 Sam Mackinnon 8 Longley, Mackinnon 5 | Points Rebonds Passes d. | Andrei Fetisov 25 5 joueures 5 E. Pashutin 7 |  | The Dome, Sydney Affluence : 8 322 |

| 23 septembre 2000 11 h 30 AEST | Rapport | Espagne                                                  | 65-78                    | Yougoslavie                                               |  | The Dome, Sydney Affluence : 8 365 |
| 23 septembre 2000 11 h 30 AEST | Rapport | Score par mi-temps : 30-32, 35-46                        |                          |                                                           |  | The Dome, Sydney Affluence : 8 365 |
| 23 septembre 2000 11 h 30 AEST | Rapport | Alberto Herreros 16 Roberto Dueñas 10 López, Rodríguez 3 | Points Rebonds Passes d. | Predrag Danilović 14 Željko Rebrača 6 Predrag Danilović 4 |  | The Dome, Sydney Affluence : 8 365 |

| 23 septembre 2000 14 h 30 AEST | Rapport | Russie                                         | 77-59                    | Canada                                 |  | The Dome, Sydney Affluence : 8 446 |
| 23 septembre 2000 14 h 30 AEST | Rapport | Score par mi-temps : 45-36, 32-23              |                          |                                        |  | The Dome, Sydney Affluence : 8 446 |
| 23 septembre 2000 14 h 30 AEST | Rapport | Andrei Fetisov 15 E. Pashutin 7 E. Pashutin 11 | Points Rebonds Passes d. | Steve Nash 15 3 joueurs 5 Steve Nash 4 |  | The Dome, Sydney Affluence : 8 446 |

| 23 septembre 2000 16 h 30 AEST | Rapport | Angola                                     | 75-86                    | Australie                                     |  | The Dome, Sydney Affluence : 8 446 |
| 23 septembre 2000 16 h 30 AEST | Rapport | Score par mi-temps : 43-41, 32-45          |                          |                                               |  | The Dome, Sydney Affluence : 8 446 |
| 23 septembre 2000 16 h 30 AEST | Rapport | David Dias 18 Miguel Lutonda 7 3 joueurs 3 | Points Rebonds Passes d. | Andrew Gaze 18 Mark Bradtke 7 Sam Mackinnon 6 |  | The Dome, Sydney Affluence : 8 446 |

| 25 septembre 2000 09 h 30 AEST | Rapport | Angola                                        | 65-88                    | Russie                                                         |  | The Dome, Sydney Affluence : 8 435 |
| 25 septembre 2000 09 h 30 AEST | Rapport | Score par mi-temps : 35-45, 30-43             |                          |                                                                |  | The Dome, Sydney Affluence : 8 435 |
| 25 septembre 2000 09 h 30 AEST | Rapport | David Dias 14 David Dias 6 Edmar Victoriano 3 | Points Rebonds Passes d. | Nikita Morgounov 17 Andreï Kirilenko 9 Bazarevitch, Pashutin 5 |  | The Dome, Sydney Affluence : 8 435 |

| 25 septembre 2000 19 h 30 AEST | Rapport | Yougoslavie                                                | 75-83                    | Canada                                  |  | The Dome, Sydney Affluence : 8 398 |
| 25 septembre 2000 19 h 30 AEST | Rapport | Score par mi-temps : 42-33, 33-50                          |                          |                                         |  | The Dome, Sydney Affluence : 8 398 |
| 25 septembre 2000 19 h 30 AEST | Rapport | Predrag Danilović 20 Tarlać, Tomašević 7 Dragan Lukovski 4 | Points Rebonds Passes d. | Steve Nash 26 Steve Nash 8 Steve Nash 8 |  | The Dome, Sydney Affluence : 8 398 |

| 25 septembre 2000 21 h 30 AEST | Rapport | Australie                                    | 91-80                    | Espagne                                           |  | The Dome, Sydney Affluence : 8 398 |
| 25 septembre 2000 21 h 30 AEST | Rapport | Score par mi-temps : 36-40, 55-40            |                          |                                                   |  | The Dome, Sydney Affluence : 8 398 |
| 25 septembre 2000 21 h 30 AEST | Rapport | Shane Heal 26 Mark Bradtke 8 Sam Mackinnon 6 | Points Rebonds Passes d. | Alberto Herreros 24 8 joueurs 2 Nacho Rodríguez 4 |  | The Dome, Sydney Affluence : 8 398 |

## Phase finale

### Matches de classement de 9 à 12

#### Match pour la11eplace
| Équipe           | Score | Équipe |
| ---------------- | ----- | ------ |
| Nouvelle-Zélande | 70-60 | Angola |

#### Match pour la9eplace
| Équipe | Score | Équipe  |
| ------ | ----- | ------- |
| Chine  | 64-84 | Espagne |

| 26 septembre 2000 14 h 30 AEST | Rapport | Nouvelle-Zélande                             | 70-60                    | Angola                                          |  | The Dome, Sydney Affluence : 8 395 Arbitres : Juan Figueroa Juan Larrea |
| 26 septembre 2000 14 h 30 AEST | Rapport | Score par mi-temps : 37-26, 33-34            |                          |                                                 |  | The Dome, Sydney Affluence : 8 395 Arbitres : Juan Figueroa Juan Larrea |
| 26 septembre 2000 14 h 30 AEST | Rapport | Kirk Penney 17 Sean Marks 11 Phillip Jones 3 | Points Rebonds Passes d. | Carlos Almeida 19 David Dias 5 Miguel Lutonda 3 |  | The Dome, Sydney Affluence : 8 395 Arbitres : Juan Figueroa Juan Larrea |

| 26 septembre 2000 16 h 30 AEST | Rapport | Chine                                    | 64-84                    | Espagne                                                   |  | The Dome, Sydney Affluence : 8 395 Arbitres : Bill Mildenhall Tiziano Zancanella |
| 26 septembre 2000 16 h 30 AEST | Rapport | Score par mi-temps : 26-46, 38-38        |                          |                                                           |  | The Dome, Sydney Affluence : 8 395 Arbitres : Bill Mildenhall Tiziano Zancanella |
| 26 septembre 2000 16 h 30 AEST | Rapport | Wang Zhizhi 14 Yao Ming 6 Guo Shiqiang 4 | Points Rebonds Passes d. | Juan Carlos Navarro 19 Roberto Dueñas 10 López, Navarro 3 |  | The Dome, Sydney Affluence : 8 395 Arbitres : Bill Mildenhall Tiziano Zancanella |

### Tableau final
|  | Quarts de finale | Quarts de finale | Quarts de finale | Quarts de finale |           |           | Demi-finales | Demi-finales | Demi-finales                  | Demi-finales                  |                               |                               | Finale      | Finale      | Finale      | Finale      |
|  |                  |                  |                  |                  |           |           |              |              |                               |                               |                               |                               |             |             |             |             |
|  | 28 septembre     | 28 septembre     | 28 septembre     | 28 septembre     |           |           | 29 septembre | 29 septembre | 29 septembre                  | 29 septembre                  |                               |                               | 1er octobre | 1er octobre | 1er octobre | 1er octobre |
|  | 28 septembre     | 28 septembre     | 28 septembre     | 28 septembre     |           |           | 29 septembre | 29 septembre | 29 septembre                  | 29 septembre                  |                               |                               | 1er octobre | 1er octobre | 1er octobre | 1er octobre |
|  | A2               | Italie           | 62               | 62               |           |           | 29 septembre | 29 septembre | 29 septembre                  | 29 septembre                  |                               |                               | 1er octobre | 1er octobre | 1er octobre | 1er octobre |
|  | A2               | Italie           | 62               | 62               |           |           | 29 septembre | 29 septembre | 29 septembre                  | 29 septembre                  |                               |                               | 1er octobre | 1er octobre | 1er octobre | 1er octobre |
|  | B3               | Australie        | 65               | 65               |           |           | 29 septembre | 29 septembre | 29 septembre                  | 29 septembre                  |                               |                               | 1er octobre | 1er octobre | 1er octobre | 1er octobre |
|  | B3               | Australie        | 65               | 65               | Australie | Australie | 52           | 52           |                               |                               |                               |                               | 1er octobre | 1er octobre | 1er octobre | 1er octobre |
|  | 28 septembre     |                  |                  |                  | Australie | Australie | 52           | 52           |                               |                               |                               |                               | 1er octobre | 1er octobre | 1er octobre | 1er octobre |
|  |                  |                  | France           | France           | 76        | 76        |              |              |                               |                               |                               |                               | 1er octobre | 1er octobre | 1er octobre | 1er octobre |
|  | B1               | Canada           | France           | France           | 76        | 76        | 63           | 63           |                               |                               |                               |                               | 1er octobre | 1er octobre | 1er octobre | 1er octobre |
|  | B1               | Canada           | 29 septembre     |                  |           |           | 63           | 63           |                               |                               |                               |                               | 1er octobre | 1er octobre | 1er octobre | 1er octobre |
|  | A4               | France           | 68               | 68               |           |           |              |              |                               |                               |                               |                               | 1er octobre | 1er octobre | 1er octobre | 1er octobre |
|  | A4               | France           | 68               | 68               | France    | France    | 75           | 75           |                               |                               |                               |                               |             |             |             |             |
|  | 28 septembre     |                  |                  |                  | France    | France    | 75           | 75           |                               |                               |                               |                               |             |             |             |             |
|  |                  |                  | États-Unis       | États-Unis       | 85        | 85        |              |              |                               |                               |                               |                               |             |             |             |             |
|  | B2               | Yougoslavie      | États-Unis       | États-Unis       | 85        | 85        | 63           | 63           |                               |                               |                               |                               |             |             |             |             |
|  | B2               | Yougoslavie      |                  |                  |           |           |              |              |                               |                               |                               |                               |             |             |             |             |
|  | A3               | Lituanie         | 76               | 76               |           |           |              |              |                               |                               |                               |                               |             |             |             |             |
|  | A3               | Lituanie         | 76               | 76               | Lituanie  | Lituanie  | 83           | 83           | Match pour la troisième place | Match pour la troisième place | Match pour la troisième place | Match pour la troisième place |             |             |             |             |
|  | 28 septembre     |                  |                  |                  | Lituanie  | Lituanie  | 83           | 83           | Match pour la troisième place | Match pour la troisième place | Match pour la troisième place | Match pour la troisième place |             |             |             |             |
|  |                  |                  | États-Unis       | États-Unis       | 85        | 85        |              |              | 1er octobre                   | 1er octobre                   | 1er octobre                   | 1er octobre                   |             |             |             |             |
|  | A1               | États-Unis       | États-Unis       | États-Unis       | 85        | 85        | 85           | 85           | 1er octobre                   | 1er octobre                   | 1er octobre                   | 1er octobre                   |             |             |             |             |
|  | A1               | États-Unis       |                  |                  |           |           |              | 85           |                               |                               | Australie                     | Australie                     | 71          | 71          |             |             |
|  | B4               | Russie           | 70               | 70               |           |           |              |              |                               |                               | Australie                     | Australie                     | 71          | 71          |             |             |
|  | B4               | Russie           | 70               | 70               | Lituanie  | Lituanie  | 89           | 89           |                               |                               |                               |                               |             |             |             |             |
|  |                  |                  |                  |                  |           |           |              |              |                               |                               |                               |                               |             |             |             |             |

### Quarts de finale
| 28 septembre 2000 15 h 00 AEST | Rapport | Italie                                                   | 62-65                    | Australie                                   |  | Sydney Super Dome, Sydney Affluence : 14 411 Arbitres : Pascal Dorizon David Jones |
| 28 septembre 2000 15 h 00 AEST | Rapport | Score par mi-temps : 27-31, 35-34                        |                          |                                             |  | Sydney Super Dome, Sydney Affluence : 14 411 Arbitres : Pascal Dorizon David Jones |
| 28 septembre 2000 15 h 00 AEST | Rapport | Gregor Fučka 17 Chiacig, Fučka, Scarone 4 Gregor Fučka 3 | Points Rebonds Passes d. | Andrew Gaze 27 Mark Bradtke 8 Andrew Gaze 4 |  | Sydney Super Dome, Sydney Affluence : 14 411 Arbitres : Pascal Dorizon David Jones |

| 28 septembre 2000 17 h 00 AEST | Rapport | Canada                                            | 63-68                    | France                                                   |  | Sydney Super Dome, Sydney Affluence : 14 411 Arbitres : Romualdas Brazauskas Juan Figueroa |
| 28 septembre 2000 17 h 00 AEST | Rapport | Score par mi-temps : 23-38, 40-30                 |                          |                                                          |  | Sydney Super Dome, Sydney Affluence : 14 411 Arbitres : Romualdas Brazauskas Juan Figueroa |
| 28 septembre 2000 17 h 00 AEST | Rapport | Todd MacCulloch 23 Todd MacCulloch 9 Steve Nash 8 | Points Rebonds Passes d. | Laurent Sciarra 17 Laurent Sciarra 7 Antoine Rigaudeau 4 |  | Sydney Super Dome, Sydney Affluence : 14 411 Arbitres : Romualdas Brazauskas Juan Figueroa |

| 28 septembre 2000 20 h 00 AEST | Rapport | Yougoslavie                                               | 63-76                    | Lituanie                                                        |  | Sydney Super Dome, Sydney Affluence : 14 260 Arbitres : Nikolaos Pitsilkas Carlos Renato dos Santos |
| 28 septembre 2000 20 h 00 AEST | Rapport | Score par mi-temps : 32-37, 31-39                         |                          |                                                                 |  | Sydney Super Dome, Sydney Affluence : 14 260 Arbitres : Nikolaos Pitsilkas Carlos Renato dos Santos |
| 28 septembre 2000 20 h 00 AEST | Rapport | Predrag Stojaković 20 Dejan Tomašević 8 Dejan Tomašević 2 | Points Rebonds Passes d. | Darius Maskoliūnas 26 Gintaras Einikis 8 Šarūnas Jasikevičius 4 |  | Sydney Super Dome, Sydney Affluence : 14 260 Arbitres : Nikolaos Pitsilkas Carlos Renato dos Santos |

| 28 septembre 2000 22 h 00 AEST | Rapport | États-Unis                                     | 85-70                    | Russie                                                      |  | Sydney Super Dome, Sydney Affluence : 14 260 Arbitres : Rick DeGagne Iztok Rems |
| 28 septembre 2000 22 h 00 AEST | Rapport | Score par mi-temps : 46-41, 39-29              |                          |                                                             |  | Sydney Super Dome, Sydney Affluence : 14 260 Arbitres : Rick DeGagne Iztok Rems |
| 28 septembre 2000 22 h 00 AEST | Rapport | Kevin Garnett 16 Kevin Garnett 11 Jason Kidd 8 | Points Rebonds Passes d. | Aleksandr Bashminov 12 Nikita Morgounov 6 Evgeny Pashutin 6 |  | Sydney Super Dome, Sydney Affluence : 14 260 Arbitres : Rick DeGagne Iztok Rems |

### Matches de classement de 5 à 8

#### Match pour la7eplace
| Équipe | Score | Équipe |
| ------ | ----- | ------ |
| Canada | 86-83 | Russie |

#### Match pour la5eplace
| Équipe | Score | Équipe      |
| ------ | ----- | ----------- |
| Italie | 69-59 | Yougoslavie |

| 30 septembre 2000 12 h 00 AEST | Rapport | Canada                                                | 86-83                    | Russie                                                       | 2 OT | Sydney Super Dome, Sydney Affluence : 14 604 Arbitres : Bill Mildenhall Petr Sudek |
| 30 septembre 2000 12 h 00 AEST | Rapport | Score par mi-temps : 36-43, 33-26                     |                          |                                                              | 2 OT | Sydney Super Dome, Sydney Affluence : 14 604 Arbitres : Bill Mildenhall Petr Sudek |
| 30 septembre 2000 12 h 00 AEST | Rapport | Peter Guarasci 21 Michael Meeks 10 Sherman Hamilton 5 | Points Rebonds Passes d. | Zakhar Pachoutine 23 Zakhar Pachoutine 8 Zakhar Pachoutine 5 | 2 OT | Sydney Super Dome, Sydney Affluence : 14 604 Arbitres : Bill Mildenhall Petr Sudek |

| 30 septembre 2000 14 h 00 AEST | Rapport | Italie                                              | 69-59                    | Yougoslavie                                         |  | Sydney Super Dome, Sydney Affluence : 14 604 Arbitres : Carl Jungebrand Mike Thomson |
| 30 septembre 2000 14 h 00 AEST | Rapport | Score par mi-temps : 33-31, 36-28                   |                          |                                                     |  | Sydney Super Dome, Sydney Affluence : 14 604 Arbitres : Carl Jungebrand Mike Thomson |
| 30 septembre 2000 14 h 00 AEST | Rapport | Gregor Fučka 17 Andrea Meneghin 9 Gianluca Basile 5 | Points Rebonds Passes d. | Dejan Tomašević 13 Predrag Stojaković 6 7 joueurs 1 |  | Sydney Super Dome, Sydney Affluence : 14 604 Arbitres : Carl Jungebrand Mike Thomson |

### Demi-finales
| 29 septembre 2000 19 h 30 AEST | Rapport | Australie                                 | 52-76                    | France                                               |  | Sydney Super Dome, Sydney Affluence : 14 653 Arbitres : Nikolaos Pitsilkas Raul Chaves |
| 29 septembre 2000 19 h 30 AEST | Rapport | Score par mi-temps : 29-44, 23-32         |                          |                                                      |  | Sydney Super Dome, Sydney Affluence : 14 653 Arbitres : Nikolaos Pitsilkas Raul Chaves |
| 29 septembre 2000 19 h 30 AEST | Rapport | Gaze, Heal 10 Mark Bradtke 5 Shane Heal 5 | Points Rebonds Passes d. | Laurent Sciarra 16 Frédéric Weis 9 Laurent Sciarra 7 |  | Sydney Super Dome, Sydney Affluence : 14 653 Arbitres : Nikolaos Pitsilkas Raul Chaves |

| 29 septembre 2000 21 h 30 AEST | Rapport | Lituanie                                                               | 83-85                    | États-Unis                                       |  | Sydney Super Dome, Sydney Affluence : 14 653 Arbitres : Pascal Dorizon Tiziano Zancanella |
| 29 septembre 2000 21 h 30 AEST | Rapport | Score par mi-temps : 36-48, 47-37                                      |                          |                                                  |  | Sydney Super Dome, Sydney Affluence : 14 653 Arbitres : Pascal Dorizon Tiziano Zancanella |
| 29 septembre 2000 21 h 30 AEST | Rapport | Šarūnas Jasikevičius 27 Štombergas, Žukauskas 5 Šarūnas Jasikevičius 4 | Points Rebonds Passes d. | Vince Carter 18 Kevin Garnett 14 Kevin Garnett 4 |  | Sydney Super Dome, Sydney Affluence : 14 653 Arbitres : Pascal Dorizon Tiziano Zancanella |

### Match pour la médaille de bronze
| 1er octobre 2000 11 h 00 AEST | Rapport | Australie                                   | 71-89                    | Lituanie                                                       |  | Sydney Super Dome, Sydney Affluence : 14 833 Arbitres : David Jones Iztok Rems |
| 1er octobre 2000 11 h 00 AEST | Rapport | Score par mi-temps : 35-51, 36-38           |                          |                                                                |  | Sydney Super Dome, Sydney Affluence : 14 833 Arbitres : David Jones Iztok Rems |
| 1er octobre 2000 11 h 00 AEST | Rapport | Andrew Gaze 22 Sam Mackinnon 7 Shane Heal 4 | Points Rebonds Passes d. | Saulius Štombergas 28 Darius Songaila 7 Šarūnas Jasikevičius 6 |  | Sydney Super Dome, Sydney Affluence : 14 833 Arbitres : David Jones Iztok Rems |

### Finale

#### Fiche du match
| 1er octobre 2000 13 h 15 AEST | Rapport | France                                                 | 75-85                    | États-Unis                                      |  | Sydney Super Dome, Sydney Affluence : 14 833 Arbitres : Romualdas Brazauskas Carlos Renato dos Santos |
| 1er octobre 2000 13 h 15 AEST | Rapport | Score par mi-temps : 32-46, 43-39                      |                          |                                                 |  | Sydney Super Dome, Sydney Affluence : 14 833 Arbitres : Romualdas Brazauskas Carlos Renato dos Santos |
| 1er octobre 2000 13 h 15 AEST | Rapport | Laurent Sciarra 19 Laurent Sciarra 4 Laurent Sciarra 4 | Points Rebonds Passes d. | Allen, Carter 13 Kidd, Mourning 7 Gary Payton 3 |  | Sydney Super Dome, Sydney Affluence : 14 833 Arbitres : Romualdas Brazauskas Carlos Renato dos Santos |

#### Équipes
| - 4 - Moustapha Sonko (5 min - 0 pt)       |
| - 5 - Laurent Sciarra (31 min - 19 pts)    |
| - 6 - Antoine Rigaudeau (27 min - 10 pts)  |
| - 7 - Laurent Foirest (16 min - 3 pts)     |
| - 8 - Yann Bonato (0 min - 0 pt)           |
| - 9 - Makan Dioumassi (7 min - 3 pts)      |
| - 10 - Stéphane Risacher (34 min - 15 pts) |
| - 11 - Thierry Gadou (1 min - 0 pt)        |
| - 12 - Cyril Julian (12 min - 11 pts)      |
| - 13 - Crawford Palmer (21 min - 10 pts)   |
| - 14 - Jim Bilba (30 min - 3 pts)          |
| - 15 - Frédéric Weis (12 min - 1 pt)       |
| Entraîneur :                               |
| - Jean-Pierre de Vincenzi                  |

| - 4 - Steve Smith (15 min - 4 pts)         |
| - 5 - Jason Kidd (16 min - 4 pts)          |
| - 6 - Allan Houston (21 min - 8 pts)       |
| - 7 - Alonzo Mourning (25 min - 9 pts)     |
| - 8 - Tim Hardaway (9 min - 2 pts)         |
| - 9 - Vince Carter (24 min - 13 pts)       |
| - 10 - Kevin Garnett (24 min - 6 pts)      |
| - 11 - Vin Baker (10 min - 11 pts)         |
| - 12 - Ray Allen (16 min - 13 pts)         |
| - 13 - Antonio McDyess (13 min - 3 pts)    |
| - 14 - Gary Payton (20 min - 7 pts)        |
| - 15 - Shareef Abdur-Rahim (7 min - 5 pts) |
| Entraîneur :                               |
| - Rudy Tomjanovich                         |

Les États-Unis remporte leur douzième médaille d'or en basket-ball aux Jeux olympiques, la troisième d'affilée. La France remporte sa deuxième médaille d'argent après celle remportée en 1948.

## Statistiques
| Joueur               | PPM  |
| -------------------- | ---- |
| Andrew Gaze          | 19,9 |
| Shane Heal           | 14,9 |
| Vince Carter         | 14,8 |
| Michael Meeks        | 14,3 |
| Carlton Myers        | 14,3 |
| Šarūnas Jasikevičius | 14,0 |
| Steve Nash           | 13,7 |
| Wang Zhizhi          | 13,5 |
| Todd MacCulloch      | 13,0 |
| Sean Marks           | 13,0 |

| Joueur           | RPM |
| ---------------- | --- |
| Kevin Garnett    | 9,1 |
| Sean Marks       | 7,3 |
| Dejan Tomašević  | 6,9 |
| Gintaras Einikis | 6,3 |
| Roberto Dueñas   | 6,2 |
| Yao Ming         | 6,0 |
| Mark Bradtke     | 5,9 |
| Antonio McDyess  | 5,9 |
| Jason Kidd       | 5,3 |
| Todd MacCulloch  | 5,1 |

| Joueur               | PPM |
| -------------------- | --- |
| Steve Nash           | 6,9 |
| Evgeny Pashutin      | 5,6 |
| Šarūnas Jasikevičius | 5,1 |
| Jason Kidd           | 4,4 |
| Guo Shiqiang         | 4,2 |
| Shane Heal           | 3,8 |
| Laurent Sciarra      | 3,6 |
| Gary Payton          | 3,4 |
| Nacho Rodríguez      | 3,2 |
| Luc Longley          | 2,9 |

| Joueur           | IPM |
| ---------------- | --- |
| Andreï Kirilenko | 2,1 |
| Pero Cameron     | 1,7 |
| Nacho Rodríguez  | 1,5 |
| Laurent Sciarra  | 1,4 |
| Carlos Jiménez   | 1,4 |

| Joueur           | CPM |
| ---------------- | --- |
| Alonzo Mourning  | 2,3 |
| Yao Ming         | 2,2 |
| Andrei Fetisov   | 2,0 |
| Andreï Kirilenko | 1,9 |
| Frédéric Weis    | 1,8 |

## Meilleures performances sur un match
| Catégorie        | Joueur                                                               | Total | Adversaire                         |
| ---------------- | -------------------------------------------------------------------- | ----- | ---------------------------------- |
| Points           | Antoine Rigaudeau Saulius Štombergas                                 | 29    | Chine Australie                    |
| Rebonds          | Alfonso Reyes                                                        | 15    | Angola                             |
| Passes décisives | Steve Nash                                                           | 15    | Australie                          |
| Interceptions    | Jim Bilba Pero Cameron Vince Carter Andreï Kirilenko Laurent Sciarra | 5     | Chine Lituanie France Angola Chine |
| Contres          | Alonzo Mourning                                                      | 6     | Italie                             |
| Balles perdues   | Steve Nash                                                           | 9     | France                             |

## Classement
| Rang | Équipe           | MJ | V-D |
| ---- | ---------------- | -- | --- |
| 1    | États-Unis       | 8  | 8-0 |
| 2    | France           | 8  | 4-4 |
| 3    | Lituanie         | 8  | 5-3 |
| 4    | Australie        | 8  | 4-4 |
| 5    | Italie           | 7  | 4-3 |
| 6    | Yougoslavie      | 7  | 4-3 |
| 7    | Canada           | 7  | 5-2 |
| 8    | Russie           | 7  | 3-4 |
| 9    | Espagne          | 6  | 2-4 |
| 10   | Chine            | 6  | 2-4 |
| 11   | Nouvelle-Zélande | 6  | 1-5 |
| 12   | Angola           | 6  | 0-6 |

    : éliminés en quarts de finale
    : éliminés au premier tour